# Gossypium zaitzevii
Gossypium zaitzevii är en malvaväxtart som beskrevs av Jaroslav Ivanovic Yaroslav Ivanovich Prokhanov. Gossypium zaitzevii ingår i släktet bomull, och familjen malvaväxter. Inga underarter finns listade i Catalogue of Life.